# Poda (gmina Sjenica)
Poda (cyr. Пода) – wieś w Serbii, w okręgu zlatiborskim, w gminie Sjenica. W 2011 roku liczyła 14 mieszkańców.